# Anamarija Petričević
Anamarija Petričević (Split, 23 augustus 1972) is een Kroatisch zwemster. Op de Olympische Spelen van 1988 in Seoul, deed ze voor Joegoslavië mee met de 200 meter schoolslag en 200 en 400 meter wisselslag. In 1989 werd ze in Starigrad Europees kampioen openwaterzwemmen op de 5 kilometer.
In 1988 behaalde Petričević enkele nationale records op de lange baan (50 meterbad), die anno 2019 nog steeds staan. Alleen het record op de 200 meter wisselslag werd in 2012 verbroken door Kim Daniela Pavlin.
De moeder van Petričević, Đurđica Bjedov, behaalde op de Olympische spelen van 1968 in Mexico twee medailles op de 100 meter en 200 meter schoolslag.